# Jacob Churg
Jacob Churg, född 16 juli 1910, död 27 juli 2005, var en ryskfödd amerikansk patolog.
Churg studerade medicin i Wilno och tog sin läkarexamen 1933. Tre år senare doktorerade han i samma ämne och samma år så emigrerade han till USA. I början av sin USA vistelse arbetade han i ett bakteriologiskt laboratorium men 1942 kunde han åter ägna sig helt åt patologin. 1943 erhöll han amerikanskt medborgarskap och under krigets sista år var han tvungen att avbryta sitt arbete för militärtjänstgöring. Efter kriget återupptog han sin forskning och började också samarbeta med Lotte Strauss.
År 1966 utsågs Churg till professor i klinisk patologi. Han har under sin karriär publicerat över 300 vetenskapliga texter. Churg har, tillsammans med Lotte Strauss, givit namn åt Churg-Strauss syndrom.